# Ремейк
Реме́йк, або риме́йк, також ріме́йк (від англ. remake — «переробка») — новіша версія або інтерпретація раніше виданого твору в сучасній кінематографії та музиці (фільму, пісні, будь-якої музичної композиції або драматургічної роботи). Оновлена версія відео- чи настільної гри тощо.

## Ремейк у кіно
Їх мета у кінематографі — використання комерційно успішного сюжету у поєднанні з новими технічними засобами. Із запровадженням звуку в кіно з'явилося чимало інтерпретацій німих фільмів. Хоча режисери зазвичай по-своєму переробляють оригінал, іноді знімаються ремейки, які з точністю повторюють кожну сцену оригіналу, як то у випадку з «Полоненим Зенди» 1952 року.
Іноді дія відбувається в іншому культурному середовищі. Так вестерн «Чудова сімка» (1960) був ремейком стрічки А. Куросави «Сім самураїв» (1954). Куросава у відповідь зробив пародію на стилістику вестерну у фільмі «Охоронець» (1961), який, у свою чергу, склав основу фільму «За жменю доларів» (1964), що поклав початок «спагеті-вестернів».

## Ремейк у відеоіграх
Ремейком називають оновлену перевидану версію оригінальної відеоігри, яка зазвичай має ту ж назву, ігровий процес, сюжет, того ж розробника, але при цьому покращуються деякі аспекти гри: графіка (поліпшення текстур, додавання нових спецефектів), технічна сторона гри (прибирання багів, оптимізація), звук (додавання нових музичних композицій). Зазвичай в ремейку не змінюють ігровий процес, сюжет тощо, аби не зіпсувати атмосферу відеогри. Також, іноді, разом із ремейком відеогра стає доступною для інших пристроїв.
Прикладом одного з українських ремейків можна назвати відеогру Козаки 3, яку було перероблено з Козаки: Європейські війни, стратегії в реальному часі 2001 року. Відеогра була повністю перенесена в тривимірну графіку, а оновлений гральний рушій став здатним підтримувати на кожній ігровій карті до 32000 юнітів й відтворювати динамічне освітлення. До нової версії відеогри також було також додано підтримку роздільної здатності дисплея 4K з масштабуванням інтерфейсу й вбудований редактор карт, який дозволяє легко вносити зміни до гри, створюючи власні модифікації. Деякі видатні приклади ремейків: Age of Mythology: Extanded Edition, Call of Duty: Modern Warfare Remastered, Baldur's Gate II: Enhanced Edition, Homeworld: Remastered, Resident Evil 4 Remastered тощо.

## Зауваження
1. ↑  Написання суперечить правилу дев'ятки, згідно з яким треба писати и, а не і, у запозичених загальних назвах після 9 приголосних — д, т, з, с, ц, ч, ш, ж, р — перед наступною літерою, що позначає приголосний звук (крім «й»).

## Додаткова література
- http://slovopedia.org.ua/39/53408/260923.html [Архівовано 18 квітня 2018 у Wayback Machine.]